# 劉江華
劉江華，JP（1957年6月22日—），綽號垃圾桶、華叔（尊稱：叔父）等，香港政治人物，廣東佛山市順德人，前民政事務局局長，前民主建港協進聯盟副主席。他曾任香港行政會議非官守成員及沙田區區議員，並於1998年至2012年擔任立法會議員，2012年12月起出任政制及內地事務局副局長，2015年7月21日起，劉江華接替離任的曾德成出任民政事務局局長，至2020年4月22日被免職，由徐英偉接任。離職後至2023年1月，劉江華獲委任為港區全國政協委員。

## 簡歷
劉江華籍貫廣東順德，早年畢業於樂善堂官塘學校上午校（1968年）及聖保羅書院（1968年至1973年、1973年中五）。其後，他於1975年至1977年在柏立基教育學院（今香港教育大學，教育學院前身）修讀教育文憑（經濟及公共事務）學位，繼而於1981年至1983年在英國艾克斯特大學修畢教育社會學哲學學士學位，又在香港城市理工學院取得公共及社會行政學哲學碩士學位。
劉江華在1978年至1981年任職廉政公署助理聯絡主任，1983年至1989年任教於中華基督教會蒙民偉書院。他由早期的泛民主派轉變成為建制派的核心成員，後更成為民建聯副主席，被稱為「政治變色龍」，是民建聯中少數曾經擁有泛民主派背景的政治人物（陳少棠、張文韜亦曾經是民協成員）。他初步入政壇時是民主黨前身港同盟的成員，1985年以乙明邨明恩樓互助委員會秘書身份，伙拍匯點黃匡忠出選沙田區議會曾大屋選區，後來劉江華改於沙田頭選區、秦金選區自動當選連任直至2003年，他轉至馬鞍山錦濤選區參選，被民主黨何淑萍擊敗。

### 議會生涯
1991年香港立法局選舉，劉江華為了取得議席而攻擊港同盟成員，被內部譴責憤而退黨，其後自立門戶成立「公民力量」，為當時沙田區最多會員但組織鬆散的地區政治組織。1996年香港臨時立法會選舉循推選委員會選舉，首次當選為臨時立法會議員。1998年初加入民建聯。因為曾效力三個不同政黨，所以被稱為「三姓家奴」。
1998年香港立法會選舉首次透過直選新界東選區當選為立法會議員；在2000年、2004年和2008年成功連任。
2003年香港區議會選舉，於沙田區議會錦濤選區中以1,885票敗於對手民主黨的何淑萍（當時她得到2,163票），首次失去沙田區議會議席。於2004年香港立法會選舉以95,434票第三度成功連任之餘，帶領李國英進入立法會。2005年6月起，獲選為民建聯副主席。他並沒有參與2007年香港區議會選舉，但是在他的協助下，民建聯的新人楊文銳以350票之差擊敗爭取連任的何淑萍。2008年香港立法會選舉中於新界東選區以超過10萬票連任，為當屆選舉的「票王」。2008年10月14日，曾鈺成因就任立法會主席而辭去行政會議成員一職，而該職位其後由劉江華代替。2011年香港區議會選舉，因為公民力量議員潘國山退選，由劉江華代替潘國山參與沙田區議會田心選區，以1,612票當選，成功重返沙田區議會。他也因此成為了香港特區政府成立後第二位身兼行政會議、立法會及區議會的「三料議員」（第一位為於2009年獲委任為行政會議成員，並身兼立法會鄉議會界別議員及屯門區議會當然議員的劉皇發）。
2012年香港立法會選舉，由新界東立法會選區轉戰新增功能界別區議會（第二），起初劉江華一直在民調領先。劉江華以大熱姿態在最後直路時，因為民建聯副主席李慧琼的「告急一星期」及與工聯會候選人陳婉嫻的配票不均而出現鐵票大流失，在最後以30,000票之差敗給民主黨何俊仁，而李慧琼則以超過270,000票高票當選取代陳婉嫻成為「票后」，有分析指若她多出來的鐵票如果過予給劉江華，同時涂謹申不分票予何俊仁，他便能夠擊敗對手成功爭取最後一席。而在選舉期間，劉江華以「香港要贏」為競選口號，其後被網民惡搞為「香港要贏，劉江華就要輸」的口號，引發不少共鳴。劉江華落選後，社交網絡Facebook隨即出現「全港各界熱烈慶祝劉江華落選委員會（页面存档备份，存于）」的頁面，以惡搞方式諷刺他，24小時內吸引逾30,000個「讚」，落選當晚，已故公民黨執委徐國峰及「尖碼之聲 Our Bus Terminal」陳嘉朗等兩百多網民和市民到劉江華辦事處外唱歌跳舞、吃花生大肆慶祝劉江華敗選。

### 政府職務

#### 政制及內地事務局副局長任期
劉江華於2012年9月參加立法會選舉以19萬票落選。2012年12月20日，香港行政長官辦公室公佈劉江華獲得聘任委員會通過，委任為政制及內地事務局副局長，並於12月21日履新。這引起泛民主派的強烈不滿。工黨議員李卓人批評，委任是「侮辱不選劉的香港人」。另外，劉江華亦需辭去擔任只有約1年的沙田區議員一職，失意立法會的劉，其薪資亦由2.2萬元的區議員月薪，大幅增加至18.3萬元，被社民連議員梁國雄形容他為8倍多人工而背棄區議會選民。
在任政制及內地事務局副局長期間，劉江華於2014年10月21日與政務司司長林鄭月娥、律政司司長袁國強、政制及內地事務局局長譚志源及特首辦主任邱騰華與香港專上學生聯會的五位代表，就2017年普選行政長官的政改議題上進行了兩小時的討論，惟劉江華於整個對話期間均保持沉默，沒有開口說話，僅於討論後走前與學聯代表握手。事後被網民引用譚詠麟名曲《一生中最愛》的歌詞「寧願一生都不說話，都不想講假說話欺騙你」來嘲笑他一番。
2020年4月22日，中國國務院根據時任特首林鄭月娥的提名和建議，正式免去劉江華的民政事務局局長職務，由徐英偉接替。

## 爭議

### 為了選舉及政治前途背棄街坊和選民
1991年立法局選舉是雙議席雙票制，劉江華與黃匡忠連袂參選立法局，劉是7號，拍檔黃匡忠是2號，競選口號是「投2、7」；劉江華見形勢危急(當時民調顯示，劉慧卿會穩勝一席，而劉江華則與黃宏發爭持激烈），一句「咩7都好，唔好投2、7」，棄人保己，呼籲選民選「雙劉」(即劉慧卿與他自己)，此舉及後被港同盟紀律委員會紀律處分，劉江華憤而退黨，在沙田另組公民力量，其後更加入民建聯。有人以為港同盟的決定，令劉江華对民主派有意见，並且不時公開批評民主派，2004年香港電台選舉論壇中，劉江華更指泛民主派為「扮民主派」。
乙明邨互助委員會一位幹事指，繆錦濤是乙明邨明恩樓互助委員會的主席，「繆叔」是劉的伯樂，賞識劉江華的學歷，又是年輕文化人(中學教師)，所以聘請他當文書，故此劉江華在1984年起出任明恩樓互委會秘書；之後在區議會選舉，街坊推舉劉伙拍青年中心幹事黃匡忠參選，劉江華由此開始從政。當年街坊及繆叔動用了委員會的資源、中心會址，幫劉江華策劃整個競選，幫他應酬交際，一直扶持。1994年香港區議會選舉，繆叔的先天性小兒麻痺成為弱點，被對手攻擊「選邊個都得，唔好選個跛嘅」，結果繆叔輸給公民力量林康華（其後林康華在2011年被新民主同盟的丘文俊擊敗）。而劉江華當選了立法會、加入民建聯後，到繆叔的喪禮，劉都再沒有回到乙明邨。
在2011年區議會選舉，新民主同盟的丘文俊在乙明選區擊敗林康華，其後更聯同兩名新同盟成員於2015年區議會選舉，在鄰近的博康及沙角選區成功當選。有當年協助劉江華助選的明恩樓互助委員會成員表示，終可一解超過二十年的怨氣。

### 截取通訊及監察條例草案
2006年8月5日，劉江華在立法會會議上，更是批評泛民主派議員對《截取通訊及監察條例草案》的一些修訂是「破壞香港治安」、「縱容大賊」，又指「所有由泛民提出既任何修訂，一條都唔可以通過」（所有由泛民主派議員提出的任何修訂，一條都不可以通過）。這種言論立即引來泛民主派反駁，其後更需要主席范徐麗泰暫停會議，以斷定其言論是否侮辱個別議員。最後主席指其言論沒有侮辱個別議員，但其言論除了個別媒體外，普遍輿論均認為他的言論不恰當。有關這些批評，劉江華在電台節目中否認，並指他與各黨派的同事都保持良好關係。

### 2008年泰國政治危機
2008年11月，泰國發生政變，多個國家均有安排包機接載僑民，惟香港政府反應卻比其他地方慢，保安局局長李少光指這是行政會議集體決定，劉江華於立法會批評政府，惟劉江華自己卻同時是行政會議成員。其後劉江華表示，是次行政會議安排其本人並無直接參與制定，而由於他是民選立法會議員，需要代表民意，故在立法會上作出批評。但後來在立法會處理將軍澳堆填區議題上，又以行政會議成員為由，在擱置擴建堆填區的議案中投下反對票（只有兩票反對，另一位是劉皇發），甚至與民建聯投票立場背道而馳。

### 將軍澳醫院開設產房爭議
2011年4月底，將軍澳醫院開設產房爭議中，「香港產科服務關注組」召集人梁德揚Phone-in李慧玲電台節目，投訴劉江華的主張。在直播節目中，劉江華主動提出安排梁德揚、醫護、醫管局、將軍澳居民組成四方會談，商討事件。一個月多後，在6月9日，李慧玲在《am730》個人專欄中稱，劉江華「言而無信」，無誠意真的安排會面。李慧玲認為劉江華此人賤視誠信。

### 關於拉布立場前後不一
1999年12月，當立法會討論解散市政局和區域市政局（廢除兩個民選市政局的立法會議員和政黨表決記錄），劉江華曾表示：「打『拉布戰』的人，便是想等有一兩個人捱不下去而離開，那便成功了。這與今天有些人想速戰速決，在策略上有什麼不同呢？反過來說，如果有些人想拖延，等待兩個人回來，那為了等人回來而打『拉布戰』，那又有什麼不同呢？這完全是一個策略的問題。在一個議會來說，這是完全可以接受的。」
但到2012年劉江華卻明確表達其反拉布的立場，劉江華表明反對拉布，更企圖想修改議事規則嚴禁拉布，當曾鈺成以議事規則第92條「剪布」後，劉江華指「史上最無聊嘅時刻終於完喇」，公民黨提出休會待續只係「不叫拉布的拉布」，「公民黨、民主黨，你哋從咩時候成為不義嘅政黨？從咩時候同民意脫節、跟住人哋尾巴走？你哋幾時開始做啲愚蠢行為、做不堪嘅政黨？」他更批評社民連議員梁國雄，指長毛到高等法院挑戰立法會主席曾鈺成的「剪布」裁決，行為荒謬，挑戰失敗是「大快人心」。

## 個人生活
其妻為廉政公署社區關係處處長穆斐文（Julie MU Fee-man），已移民加拿大。

## 外部連結
- 民政事務局局長劉江華於香港政府一站通網頁的介紹（页面存档备份，存于）（繁體中文）

| 官衔            | 官衔                                                                                                  | 官衔                     |
| --------------- | --- | ------------------------ |
| 前任： 曾德成   | 民政事務局局長 2015年－2020年4月21日                                                                  | 繼任： 徐英偉            |
| 前任： 黃靜文   | 政制及內地事務局副局長 2012年－2015年                                                                 | 繼任： 陳岳鵬            |
| 香港立法會      | |                          |
| 新頭銜          | 立法會議員 新界東選區 1998年－2012年                                                                  | 地方選區議席沒有繼任性質 |
| 新頭銜          | 臨時立法會議員 1996年－1998年                                                                         | 被立法會取代             |
| 區域市政局      | |                          |
| 新頭銜          | 區域市政局議員 沙田西選區 1986年－1995年                                                              | 繼任： 程張迎            |
| 香港區議會      | |                          |
| 前任： 潘國山   | 沙田區區議員 田心選區 2012年                                                                          | 繼任： 潘國山            |
| 新頭銜          | 沙田區區議員 秦金選區 2000年－2003年                                                                  | 選區取消                 |
| 新頭銜          | 沙田區區議員 曾大屋選區 1985年－1999年                                                                | 繼任： 梁志堅            |
| 政党职务        | |                          |
| 前任者： 盧志強 | 民建聯副主席 2005年－2012年 與譚耀宗、葉國謙、譚惠珠、蘇錦樑、 蔣麗芸、溫嘉旋、張國鈞、李慧瓊共同在任 | 繼任者： 陳勇、彭長緯    |